# 安顺铁线莲
安顺铁线莲（学名：Clematis anshunensis）为毛茛科铁线莲属下的一个种。

## 扩展阅读
- 維基物種上的相關：安顺铁线莲